# Фекете, Миклош
Миклош Фекете (венг. Fekete Miklós; 10 февраля 1892, Будапешт — 2 июля 1917, Российская империя) — венгерский футболист, нападающий. Участник летних Олимпийских игр 1912 года.

## Биография
Миклош Фекете родился 10 февраля 1892 года в австро-венгерском городе Будапешт (сейчас в Венгрии).
Играл в футбол на позиции нападающего. В 1911—1913 годах выступал за будапештский «Терезварош», в составе которого провёл в чемпионате Венгрии 18 матчей, забил 8 мячей.
В 1912 году вошёл в состав сборной Венгрии по футболу на летних Олимпийских играх в Стокгольме, занявшей 5-е место. 3 июля 1912 года принимал участие в полуфинальном матче утешительного турнира против Германии (3:1), мячей не забивал. Этот матч стал для Фекете единственным в составе национальной команды.
Участвовал в Первой мировой войне.
Умер 2 июля 1917 года в лагере для военнопленных в России из-за инфекционного заболевания.